# Gifizenmoos
Gifizenmoos ist eine kleine Ansammlung von Bauernhöfen an der K5532 zwischen den Schramberger Teilorten Sulgen und Schönbronn im Landkreis Rottweil, Baden-Württemberg. Das Gifizenmoos ist eine Enklave der Gemeinde Dunningen, trägt aber die Postleitzahl von Schramberg (78713), da es nur über Schramberger Gebiet erreichbar ist.
Koordinaten: 48° 12′ N, 8° 27′ O